# Klęka
Klęka – wieś w Polsce położona w województwie wielkopolskim, w powiecie średzkim, w gminie Nowe Miasto nad Wartą.
W latach 1975–1998 miejscowość administracyjnie należała do województwa poznańskiego.
Wieś położona jest przy drodze wojewódzkiej nr 436 ze Śremu.
Okolice Klęki to głównie lasy i parki rozpościerające się na obszarze kilkunastu kilometrów aż do rzeki Warty. Wieś ta słynie w Polsce i świecie z zakładów zielarskich.

## Zabytki, atrakcje turystyczne
- Pałac z końca XIX w. wybudowany dla Hermanna Kennemanna. Przed wojną ostatnim właścicielem był Maksymilian von Jouanne.
- Zabudowania folwarczne z 2. połowy XIX w.
- park z XIX w. (pow.  5,6 ha) ze starymi dębami i wiązami
- zakład Phytopharmu i pola doświadczalne ziół leczniczych

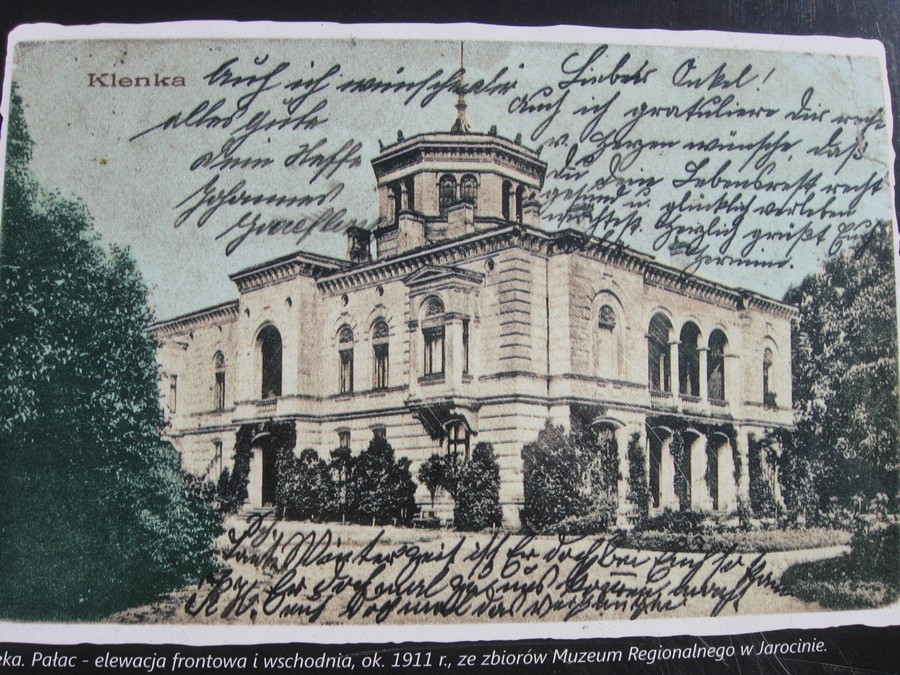
pałac na przedwojennej pocztówce